# Jaroslav Kentoš
Jaroslav Kentoš (Vranov nad Topľou, 14 maggio 1974) è un allenatore di calcio ed ex calciatore slovacco, di ruolo difensore, commissario tecnico della nazionale Under-21 slovacca.

## Palmarès

### Allenatore

#### Competizioni nazionali
- 2. Liga (Slovacchia): 1

Podbrezová: 2013-2014